# رنو توئینگو

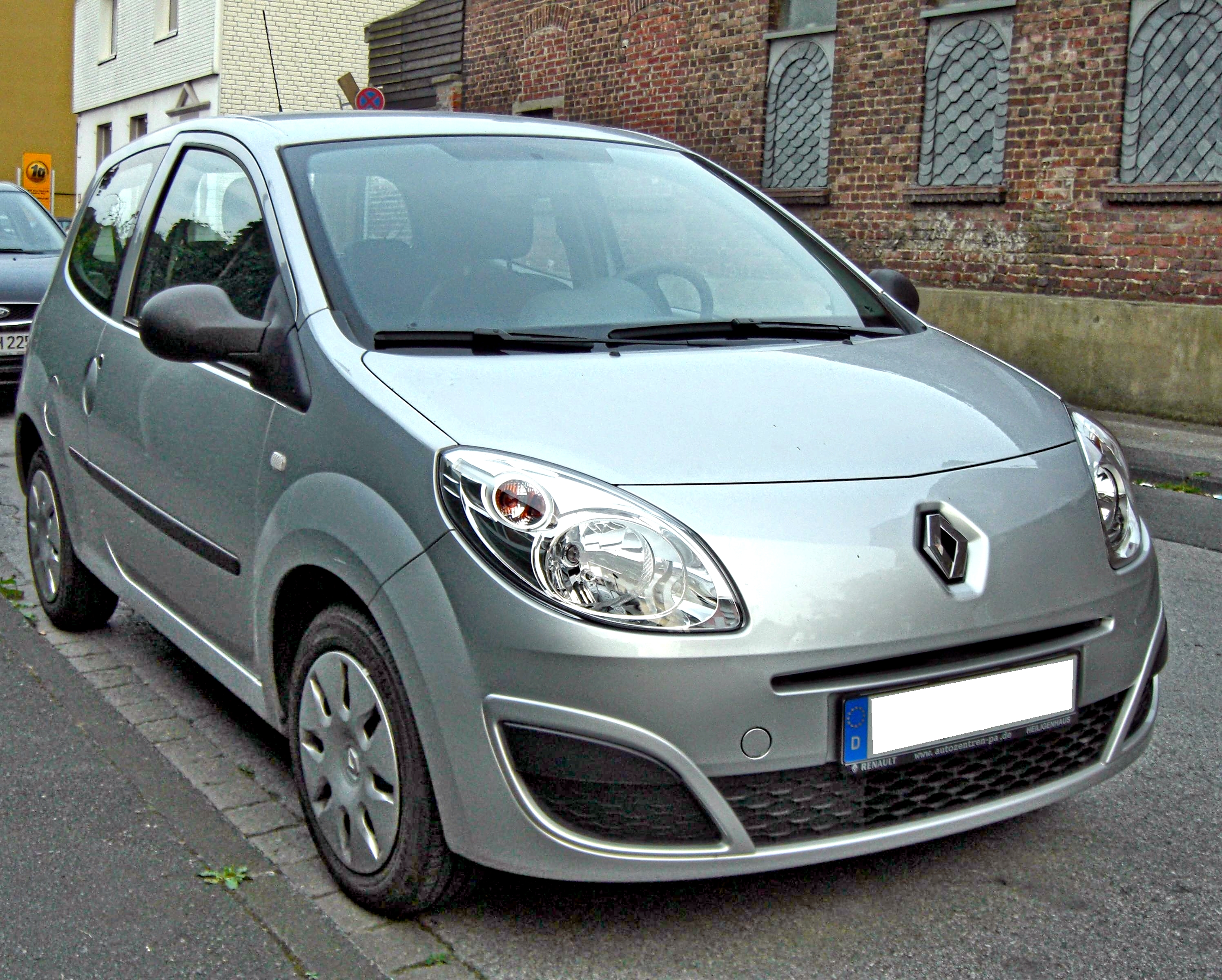

رنو توئینگو (Renault Twingo) خودرویی است که از سال ۱۹۹۲ تاکنون تولید شده‌است. این خودرو در کلاس خودرو شهری قرار گرفته، طراحی آن خودروهای موتور جلو-محور جلو بوده‌است.
رنو توئینگو یک اتومبیل سریع در جاده‌ها محسوب می‌شود. در سال ۱۹۹۸ تغییرات جزئی در بدنه و ظاهر آن ایجاد شد و در سال ۲۰۰۳ تغییرات زیادی در این مدل داده شد، که برای نمونه: بهبود سیستم ترمز، تغییر موتور با موتوری ۱٫۲ لیتری ۱۶ سوپاپ و افزودن سیستم ناوبری و… در سال ۲۰۰۷ نیز نسل دوم این خودرو معرفی شد.

## نگارخانه

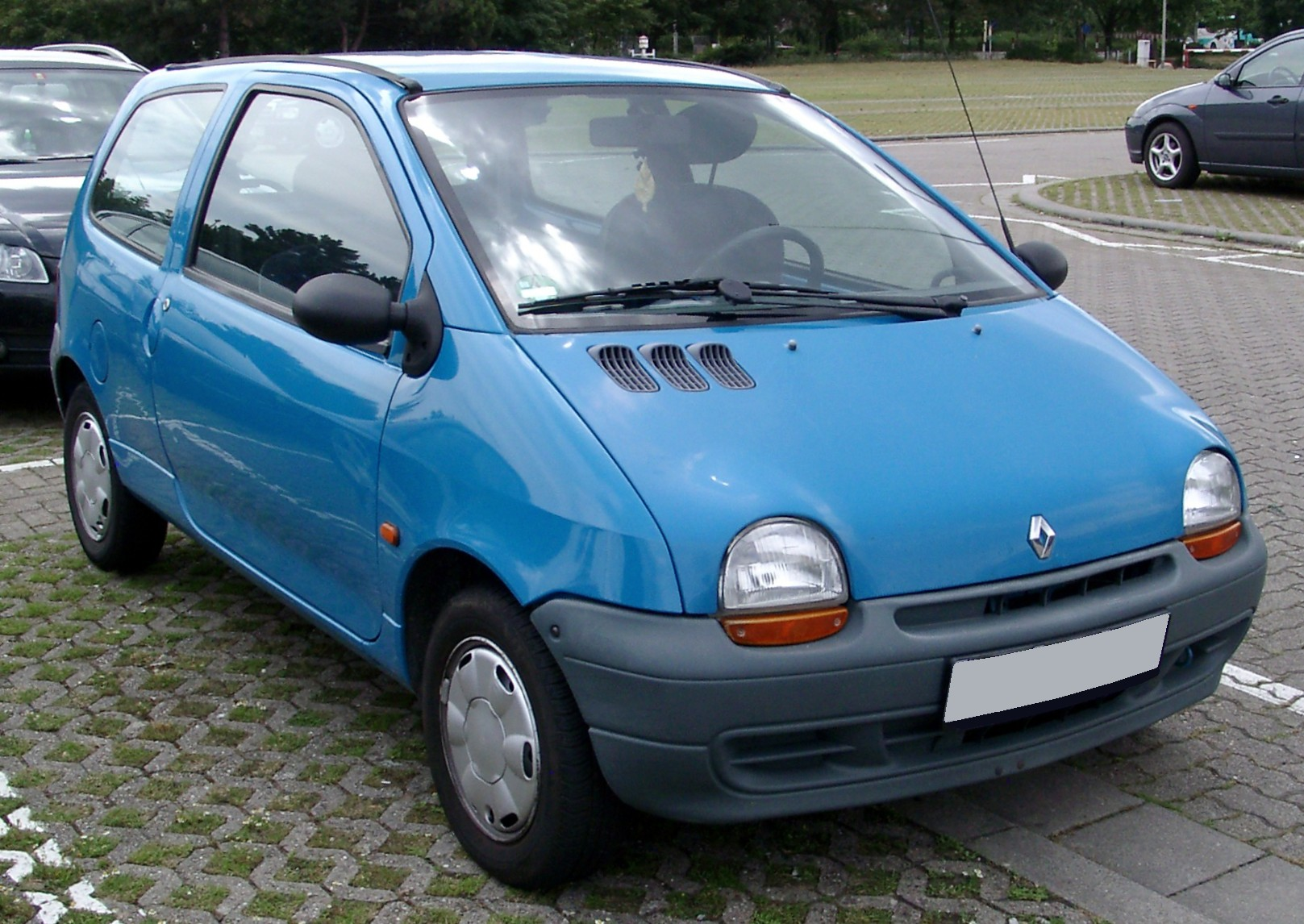
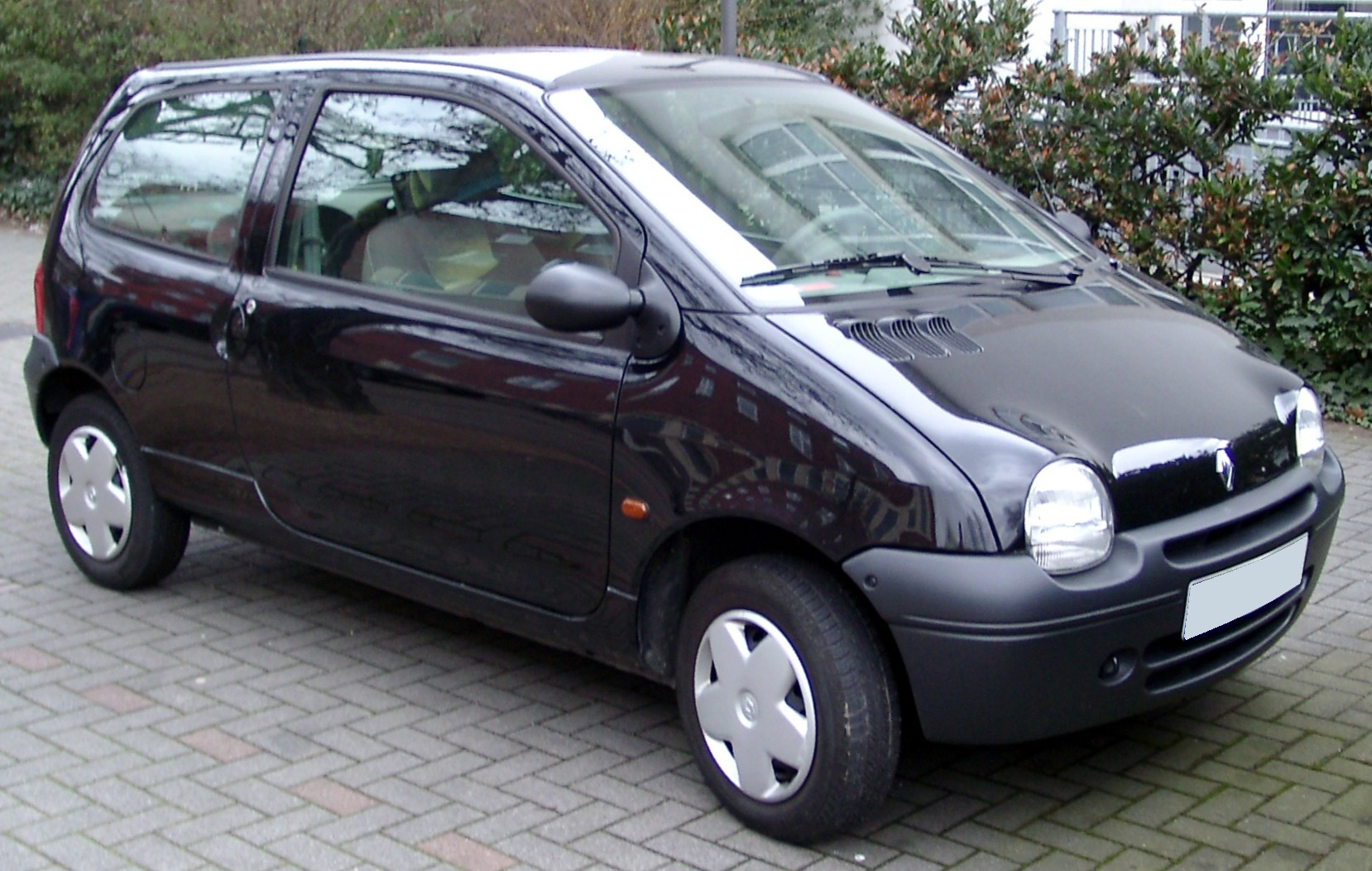
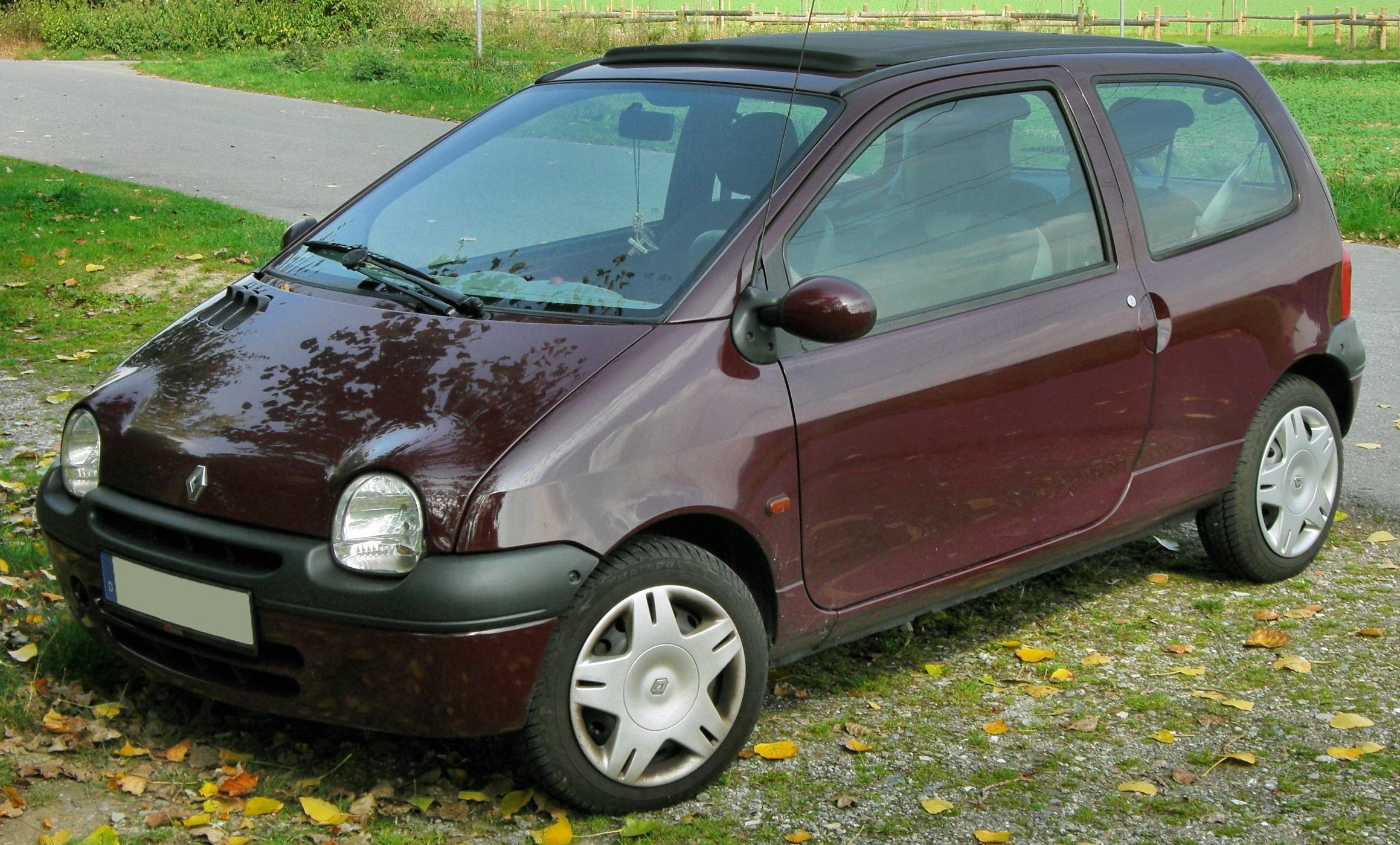
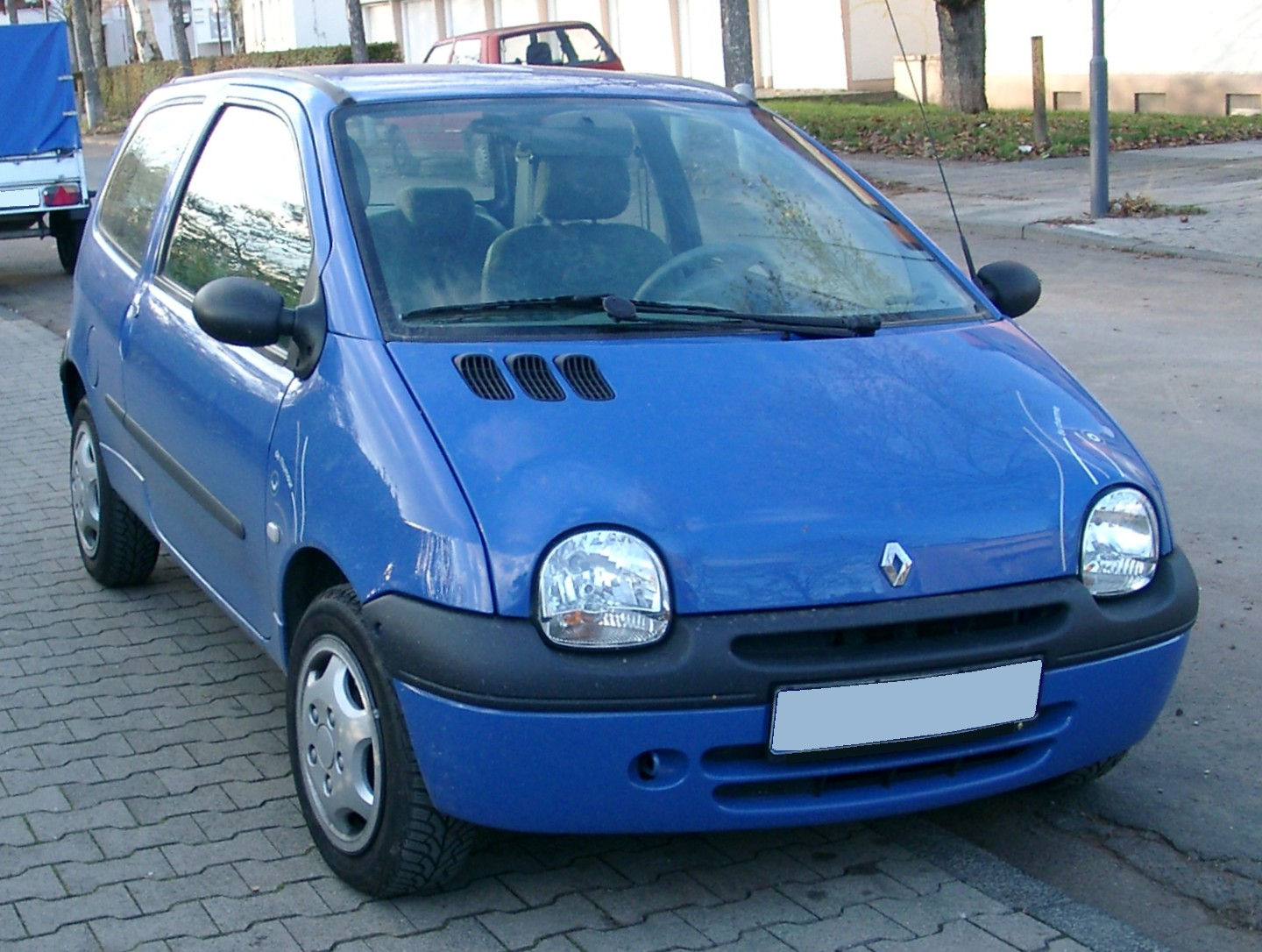
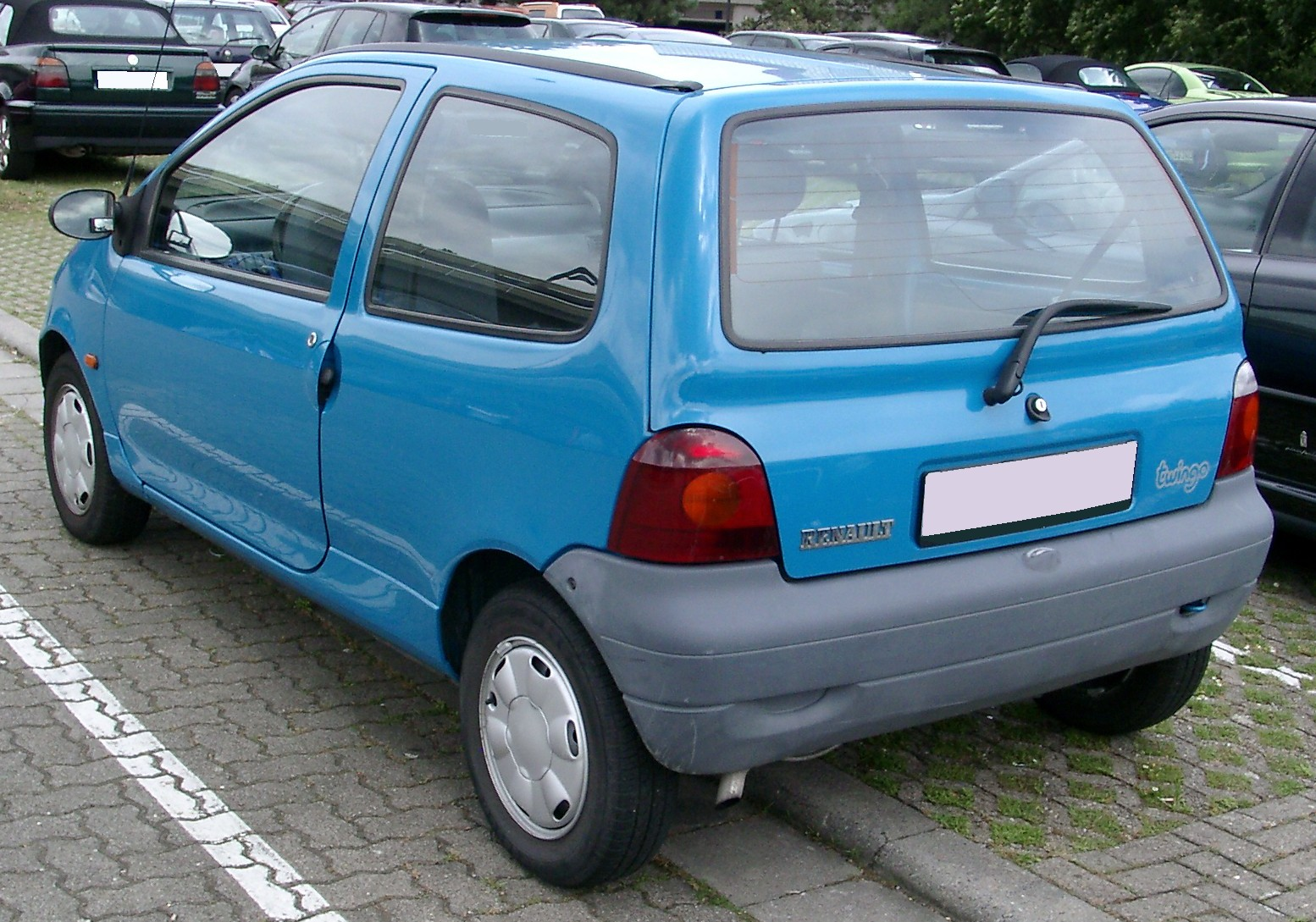
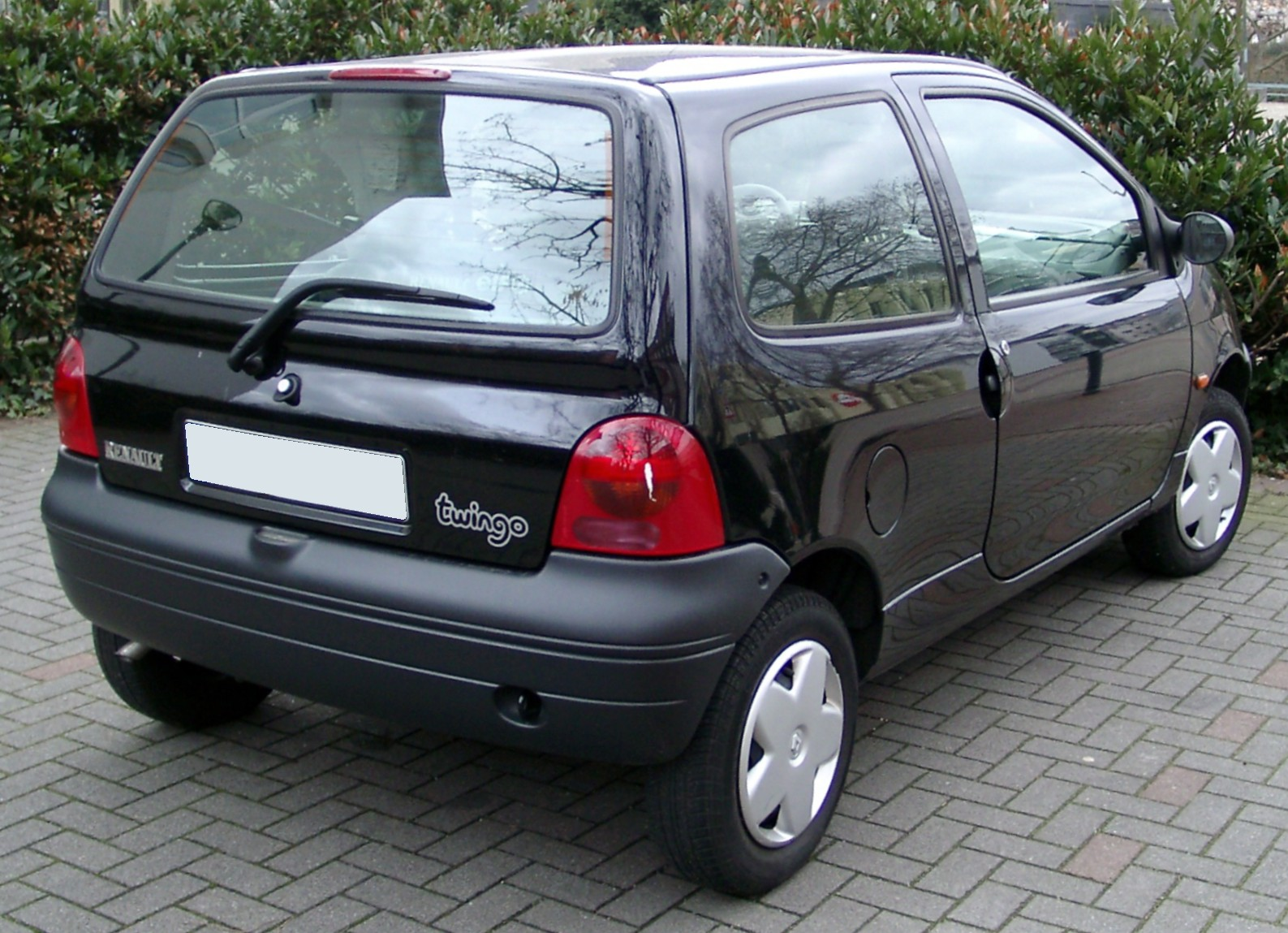
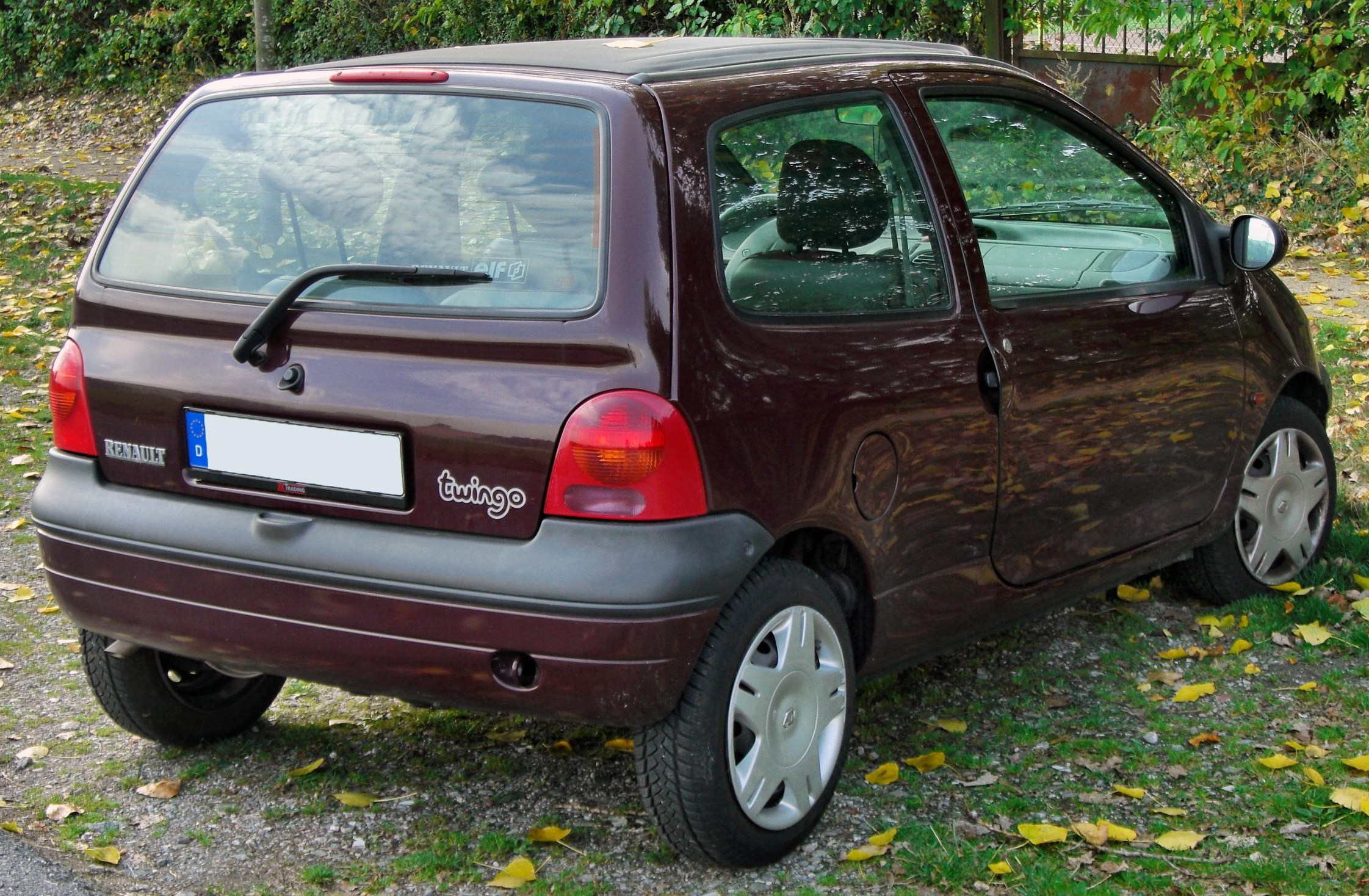
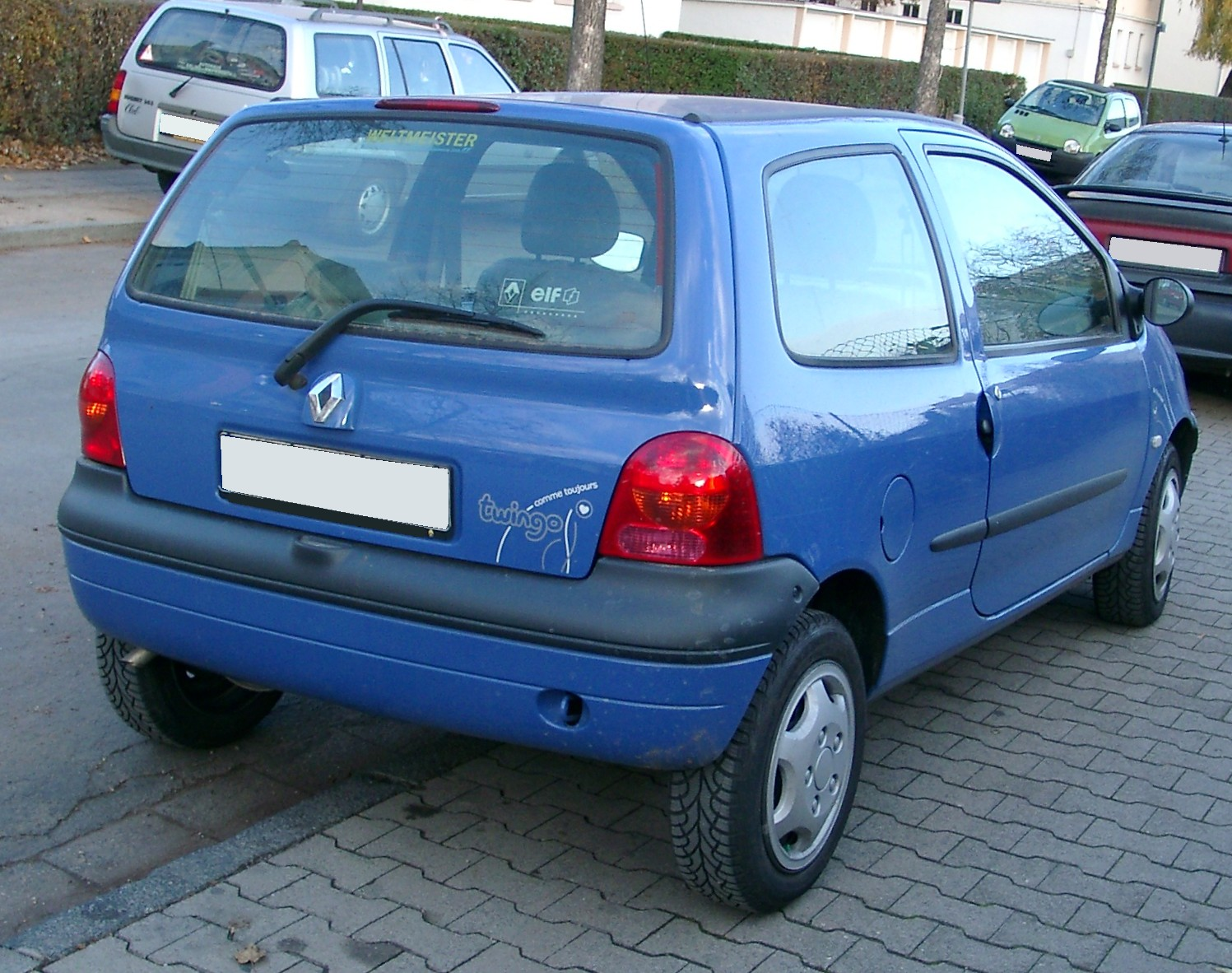
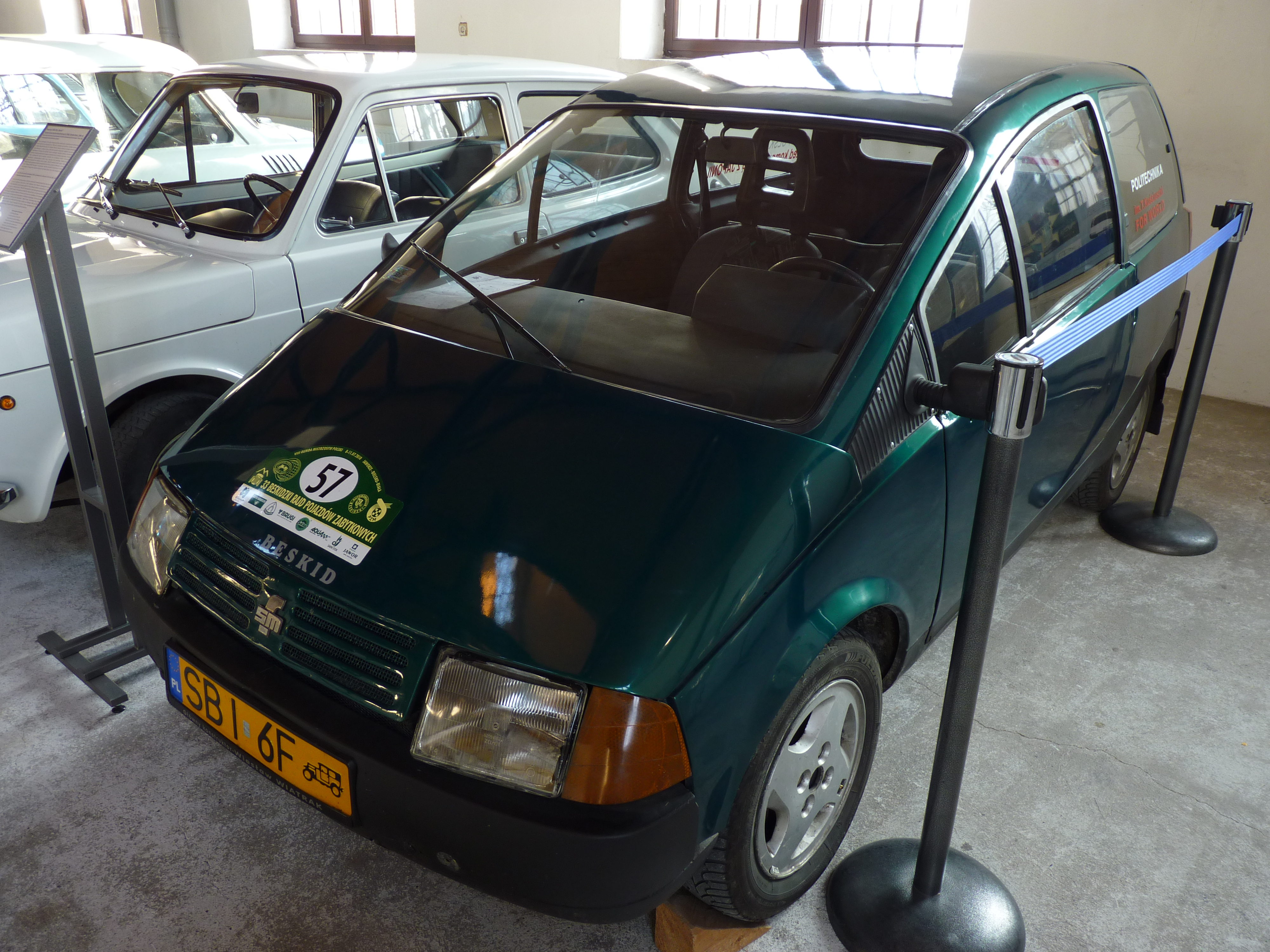
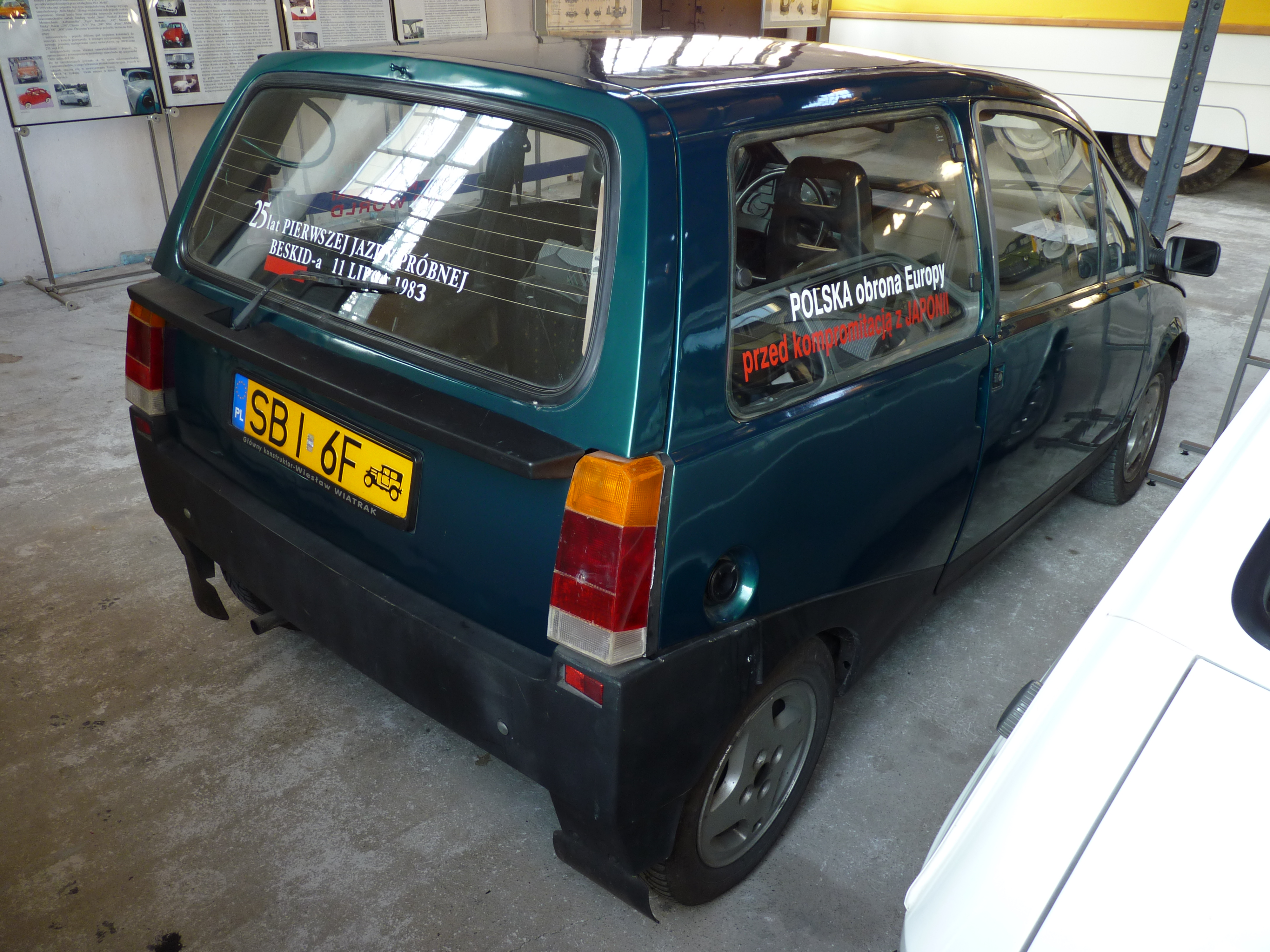